# Michaelskirche (Darmstadt)

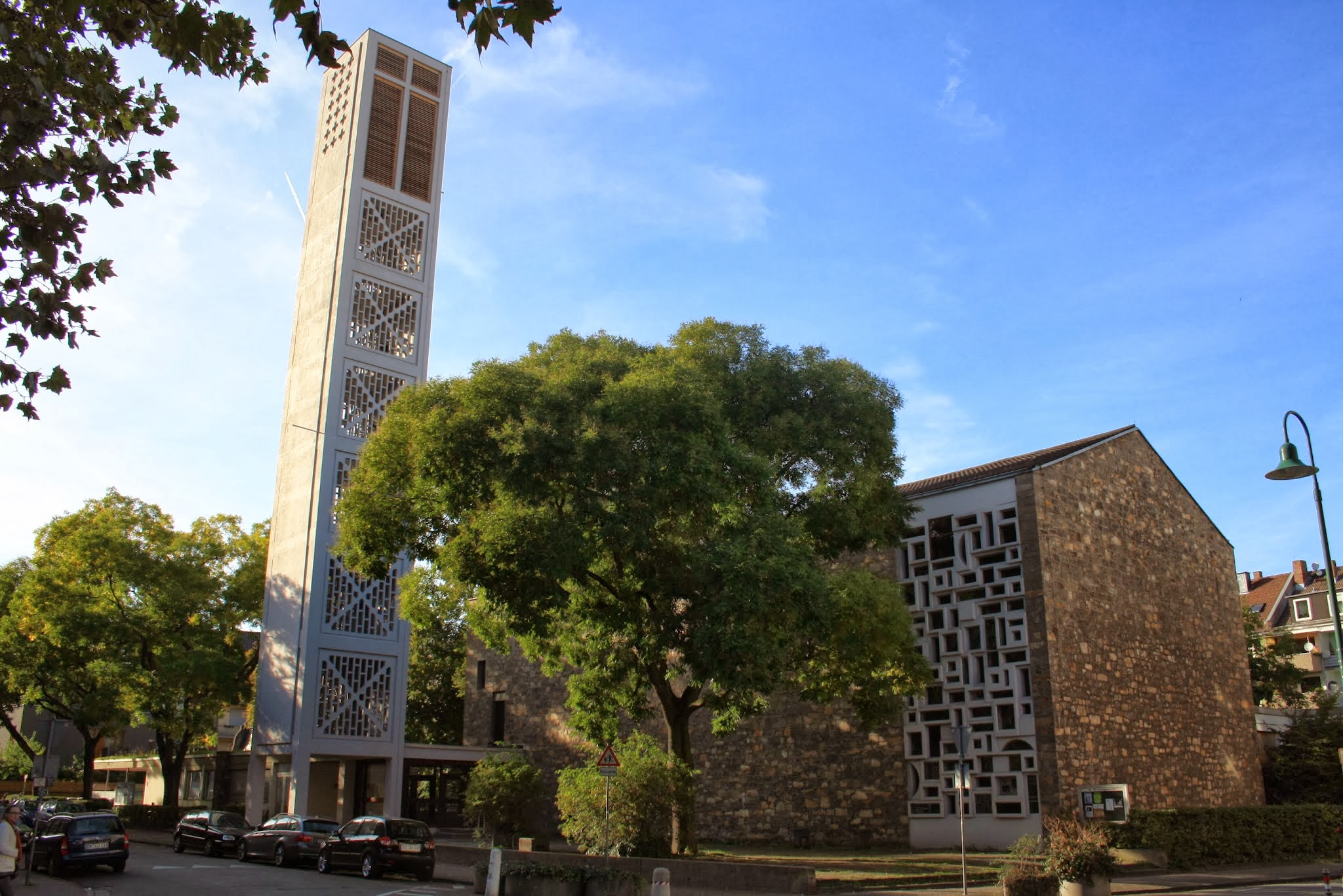
Michaelskirche

Die Michaelskirche ist eine evangelische Kirche im Martinsviertel in Darmstadt. Die Kirche wurde nach dem Erzengel Michael benannt. Die zugehörige Kirchengemeinde gehört zum Dekanat Darmstadt in der Propstei Starkenburg der Evangelischen Kirche in Hessen und Nassau.

## Architektur und Geschichte
Die im Stil der Nachkriegsmoderne errichtete Michaelskirche wurde im Jahr 1960 eingeweiht. Das Kirchengebäude mit rechteckigem Grundriss wurde nach Plänen des Architekten Werner W. Neumann im kubistischen Stil mit Außenwänden aus Bruchsteinmauerwerk mit Satteldach erbaut.
Der freistehende Glockenturm besteht aus Stahlbeton. Der Turm wird zeitweise farbig illuminiert.
Im Dezember 2023 wurde die Kirche in Folge des Dacheinsturzes der Kirche St. Elisabeth in Kassel gesperrt um die Stabilität des ähnlich konstruierten Daches zu überprüfen. Im März 2025 wurden neben der Kirche, in der ein Stützgerüst aufgebaut ist, zusätzlich die weiteren Gebäude der Michaelsgemeinde gesperrt.

## Denkmalschutz
Die Michaelskirche steht seit dem Jahr 2015, als typisches Beispiel für die Architektur der 1960er Jahre in Darmstadt, unter Denkmalschutz.